# Сумний кипарис
«Сумний кипарис» (англ. Sad Cypress) - детективний роман англійської письменниці Агати Крісті, уперше опублікований в Англії в 1940 році видавництвом «Collins Crime Club». Серія про Еркюля Пуаро, одна з небагатьох судових драм з його участю.

## Сюжет
Роман складається із прологу й трьох частин. У пролозі починається судове засідання, де обвинувачуваною є Елінор Карлайл. Перша частина в основному ведеться від імені Елінор Карлайл, що оповідає про смерть своєї тітки й наступні смерті її вихованки Мері Джерард. Елінор - основна підозрювана у вбивстві, оскільки всі докази вказують саме на неї. Перша частина починається з того, що вона одержує анонімного листа, у якому її повідомляють, що саме вона є єдиною законною спадкоємицею старої дами, але що з'явилася нова претендентка на спадщину. Друга частина розповіді присвячена розслідуванню Еркюля Пуаро. Третя частина продовжує розповідати про судовий процес над Елінор Карлайл, у ході якого й з'ясовується вся правда про злочин.

## Персонажі роману
- Еркюль Пуаро - приватний детектив
- Місіс Лора Велман - вдова
- Міс Мері Джерард - вихованка Місіс Велман
- Елінор Карлайл - племінниця Місіс Велман
- Родді Велман - племінник Місіс Велман по чоловіку
- Доктор Пітер Лорд - лікар Місіс Велман
- Суддя
- Сер Едвін Балмер - Адвокат захисту
- Сер Семуель Атэеберре - Радник обвинувачення

1. ↑  (unspecified title) — ISBN 972-38-1320-3